# Hangest-sur-Somme
Hangest-sur-Somme is een gemeente in het Franse departement Somme (regio Hauts-de-France) en telt 683 inwoners (2005). De plaats maakt deel uit van het arrondissement Amiens.

## Geografie
De oppervlakte van Hangest-sur-Somme bedraagt 12,5 km², de bevolkingsdichtheid is 54,6 inwoners per km².

## Verkeer en vervoer
In de gemeente ligt spoorwegstation Hangest.
De onderstaande kaart toont de ligging van Hangest-sur-Somme met de belangrijkste infrastructuur en aangrenzende gemeenten.

## Demografie
Onderstaande figuur toont het verloop van het inwonertal (bron: INSEE-tellingen).